# Тузла (острів)
45°16′06″ пн. ш. 36°33′00″ сх. д. / 45.26833° пн. ш. 36.55000° сх. д.
Ту́зла (крим. Tuzla) — острів посередині Керченської протоки площею 3,5 км², що територіально належить до міста Керч, АРК (Україна), є витягнутим у напрямку з північного заходу на південний схід.

## Географічне положення

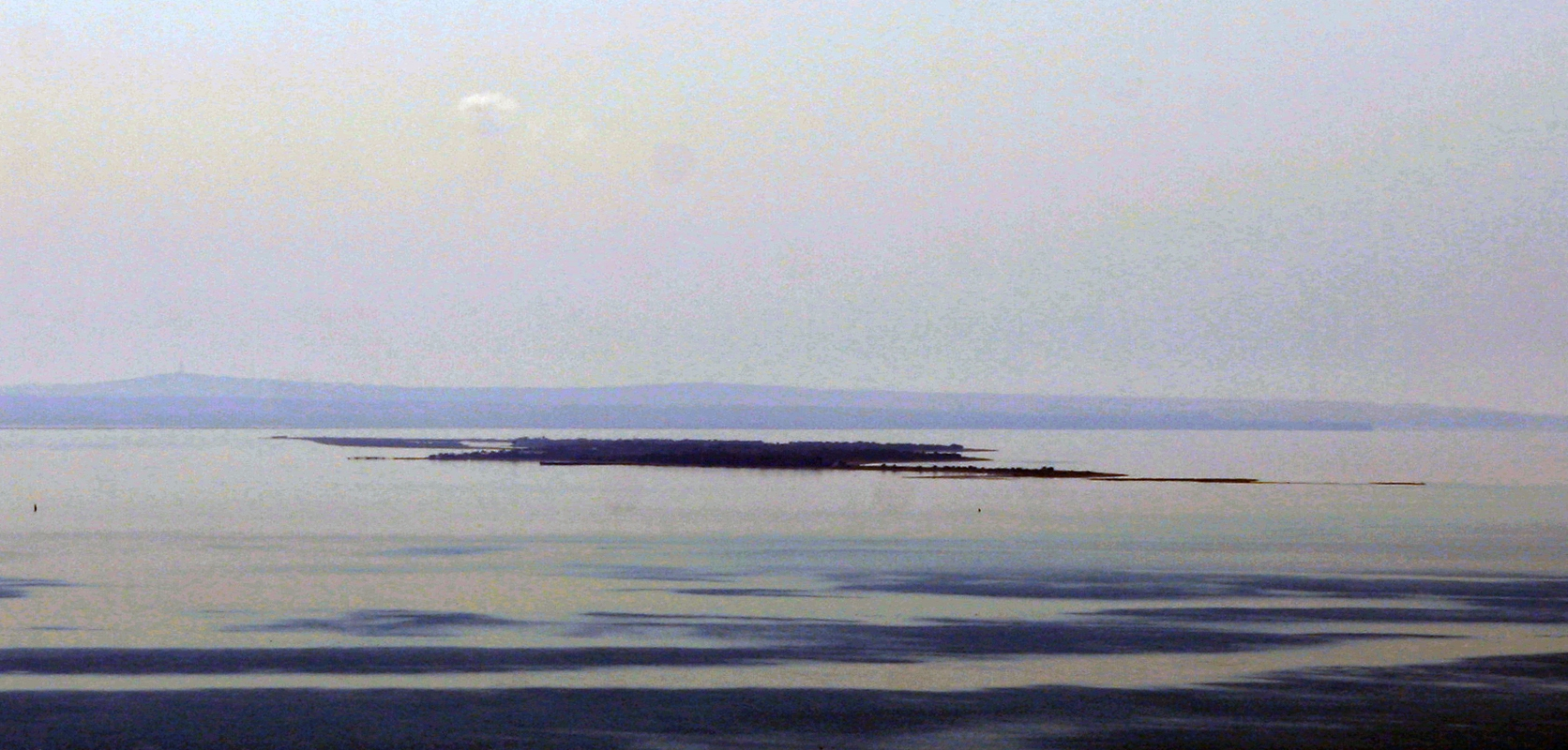
Вигляд на острів з г. Мітридат, Керч, АР Крим, Україна, вересень 2008 року

Острів Тузла розташований посередині Керченської протоки. До українського берега на заході мінімальна відстань приблизно 4 км, до краю російської коси Тузла — 1,2 км, до російського берега — 5 км на сході. На схід від острова пролягає державний кордон України з Російською Федерацією.

## Клімат
На острові Тузла панує степовий приморський тип клімату: прохолодна зима (середня температура січня близько 0°С) і тепле літо (середня температура липня від +23 до +25°С). Кількість опадів — 350—420 мм/рік, причому переважна частина опадів випадає влітку у вигляді злив.

## Флора
Острів укритий степовими травами, є дерева.

## Історія
Острів Тузла утворився внаслідок розмиву через сильний шторм 29 листопада 1925 р. вузької коси, яка продовжувала Таманський півострів (Краснодарський край РРФСР).
Утворений острів площею у 3 км² (довжина острова — 6,5 км, ширина — близько 500 метрів) 7 січня 1941 року указом Президії Верховної Ради РРФСР передано Кримській АРСР, яка 19 лютого 1954 року увійшла до складу Української РСР вже як область.
Під час Другої світової війни, 6 жовтня 1943 року, Чорноморський флот СРСР у взаємодії з Азовською військовою флотилією з боєм висадив десант на косу Тузла.
2003 року Росія здійснила спробу з'єднання острова з косою Тузла шляхом будівництва дамби. Це призвело до державного конфлікту, який закінчився збереженням українського контролю над островом. 
2016 року, після російської окупації Криму, розпочалося будівництво мосту через Керченську протоку. Автомобільна частина відкрита у 2018, залізнична у 2019 році.

## Інфраструктура

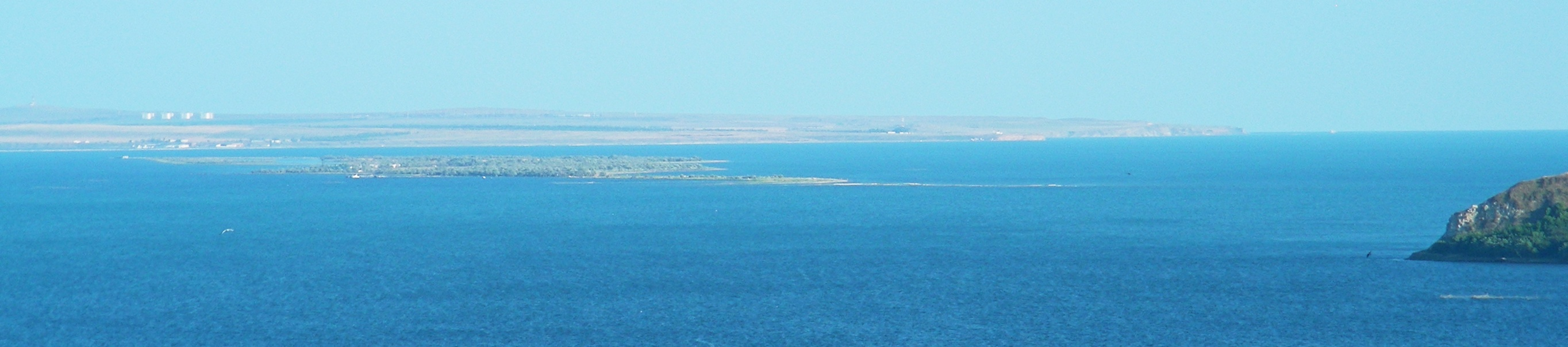
Острів Тузла (у центрі), праворуч — мис Ак-Бурун

На острові Тузла є рибальські поселення, городи, садові ділянки, а також бази відпочинку «Середня коса» та «Два моря». Нині постійного (місцевого) населення там немає, мешкає близько 40 осіб. Територіально належить місту Керч. У зв'язку з конфліктом 2003 року тут збудували сучасну прикордонну заставу, посилили охорону державного кордону України. Місцевість приваблива тим, що її омиває Чорне море на півдні та Азовське на півночі, відстань між ними незначна, приблизно 400 м. Через омивання двома різними морями умови дещо різняться на різних частинах острова.
Після анексії Криму Росією проблема будівництва мосту для окупанта стала вкрай важливою. Так, у квітні 2015 р. стали споруджувати міст через Керченську протоку, будівництво якого закінчили 2018 року. Частина мосту перетинає острів уздовж всієї довжини (шлях довжиною 6,5 км). Також є 4 автошляхи та 2 залізничні.
Спорудження мосту на окупованій території незаконне, оскільки не узгоджене з українською стороною.

## Культура
1—2 серпня 2008 року на острові Тузла проводили Перший міжнародний літературно-художній українсько-кримсько-татарсько-російсько-білоруський фестиваль «Барикада на Тузлі» за сприяння мистецького об'єднання «Остання барикада». Ідея фестивалю полягає в тому, щоби показати, що Крим може асоціюватися не лише з курортним сезоном чи зовнішніми політичними негативними чинниками, а і з розвитком сучасної української культури. Окрім самої Тузли, частина фестивалю відбулась у Керчі та Сімферополі.

## Цікаві факти
- Немає єдиної думки про проходження східного кордону Європи, проте, згідно з енциклопедією «Британіка», розташований він на схід від Керченської протоки. Таманський півострів належить до Азії, а український острів Тузла до 1925 р. був частиною Таманського півострова. Тому існує думка, що о. Тузла є частиною Азії в Україні[1]. Згідно з цією теорією, Україну не можна вважати найбільшою країною Європи, повністю в ній розташованою.
- На острові Тузла ще восени 2003 могло розпочатись військове протистояння. За сценарієм, губернатор Краснодарського краю нібито раптово і самостійно вирішив будувати до українського острова Тузла спеціальну дамбу. Росіяни неофіційно розглядали острів як власну територію з кінця 1990-х. Мало хто знає, що для цього нібито екологічного проєкту росіяни перекинули військову техніку через пів країни, з далекої Півночі. А на Таманському півострові чекало команди потужне бойове угруповання. До початку бойових дій лишалися лічені години. Але за 102 метри від українського кордону дамба завмерла. Бо українське командування поставило Москві ультиматум. «Воно запропонувало Путіну три варіанти: знищити артилерією дамбу, бити по всьому угруповуванню на 25 кілометрів, яке стоїть від Тузли, і завдати повноцінного удару по всіх військах на Таманському півострові».[2]